# Cañada de Calatrava (kommunhuvudort)
Cañada de Calatrava är en kommunhuvudort i Spanien.   Den ligger i provinsen Provincia de Ciudad Real och regionen Kastilien-La Mancha, i den centrala delen av landet, 180 km söder om huvudstaden Madrid. Cañada de Calatrava ligger 650 meter över havet och antalet invånare är 106.
Terrängen runt Cañada de Calatrava är huvudsakligen platt, men västerut är den kuperad. Terrängen runt Cañada de Calatrava sluttar norrut. Runt Cañada de Calatrava är det ganska glesbefolkat, med 34 invånare per kvadratkilometer. Närmaste större samhälle är Ciudad Real, 16,7 km nordost om Cañada de Calatrava. Trakten runt Cañada de Calatrava består till största delen av jordbruksmark.